# Аналогія
Анало́гія — (грец. αναλογια — «відповідність») — подібність, схожість у цілому відмінних предметів, явищ за певними властивостями, ознаками або відношеннями.

## Логіка
Аналогія в логіці — умовивід, в якому від схожості предметів за одними ознаками робиться висновок про можливу схожість цих предметів за іншими ознаками.
В умовиводах за аналогією знання, набуте при розгляді якогось об'єкта (моделі), переноситься на інший, менш доступний для дослідження, менш наочний. Умовиводи за аналогією щодо конкретних об'єктів є гіпотетичними — правильність їх виявляється дальшим дослідженням
і перевіркою. В сучас. науці розвинутою галуззю застосування аналогії є так звана теорія подібності, що використовується при моделюванні.
Аналогія — традуктивний умовивід, у якому на підставі подібності двох предметів в одних ознаках робиться висновок про подібність їх і в інших ознаках.
Якщо в дедуктивних умовиводах знання рухаються від більш загального до менш загального, а в індуктивних — від одиничного до загального, то в аналогії відбувається перехід знань від одиничного до одиничного.
Прикладом аналогії може бути міркування Галілея, який, відкривши чотири супутники Юпітера і виявивши спільність між системою «Юпітер — його супутники» і Сонячною системою, зробив висновок, згідно з яким подібно до того, як у системі Юпітера в Центрі перебуває найбільше за розмірами тіло, так і в Центрі руху планет перебуває найбільше за об'ємом тіло цієї системи — Сонце.
Схема міркування за аналогією:
1. Предмет А має ознаки abcd.
2. Предмет В має ознаки abc.
3. Ймовірно, що предмет В має ознаку d.
Висновок за аналогією має ймовірний характер.
Оскільки предмети можуть уподібнюватися один одному як за своїми ознаками (властивостями), так і за відношеннями між ними, то аналогії, відповідно, поділяють на аналогії властивостей і аналогії відношень.
Типовим прикладом аналогії властивостей є міркування, згідно з яким на Марсі існує життя. Виявивши властивості, за якими Марс подібний до Землі, і знаючи, що на Землі є життя, припускають, ніби Марс подібний до Землі і за цією властивістю.
Міркування Галілея про подібність Сонячної системи до системи «Юпітер — його супутники» є прикладом аналогії відношення.
Хоч імовірність висновків за аналогією загалом нижча, ніж за неповною індукцією, проте її евристичну роль важко перебільшити. Про це свідчить історія науки. Аналогія нерідко була формою винятково сміливих гіпотез, обґрунтування яких (засобами індуктивних та дедуктивних умовиводів) призводило до епохальних наукових відкриттів. Щоправда, відомо й немало порожніх, навіть безглуздих аналогій.
Пам'ятаючи про ймовірність висновків за аналогією, треба дбати про якомога вищу їх імовірність (аналогія, що забезпечує високу ймовірність висновку, називається строгою, або точною).
Щоб підвищити ймовірність висновків за аналогією, треба дотримуватися відповідних вимог:
— констатуючи подібність предметів, які порівнюються, слід виявляти істотну подібність;
— коло ознак, які збігаються, повинно бути якомога ширшим;
— треба враховувати характер зв'язку ознак, які є спільними для порівнюваних предметів, з ознакою, що переноситься (висновок буде ймовірнішим, якщо названі ознаки перебуватимуть в істотному взаємозв'язку);
— не можна ігнорувати відмінності, які існують між порівнюваними предметами, особливо коли ці відмінності є істотними.
Блискучим прикладом суворої аналогії може бути порівняння блискавки з іскрою, здійсненого Б. Франкліном.
Розрізняють ще строгу і нестрогу аналогії.
Строга аналогія — аналогія, що ґрунтується на знанні залежності ознак предметів, які порівнюються.
Нестрога аналогія — аналогія, в результаті якої робиться висновок від подібності двох предметів в одних ознаках до подібності їх за такою ознакою, про зв'язок якої з першими нічого не відомо.
Для опису деяких видів аналогії може бути використаний математичний апарат — поняття ізоморфізму.

## Аналогія закону
Якщо правові відносини не врегульовані актами законодавства (або договором), вони регулюються тими правовими нормами актів законодавства, що регулюють подібні за змістом правові відносини.

## Аналогія права
У праві аналогія — специфічний прийом розв'язання державними органами і службовими особами юридичних питань, не врегульованих нормами права, тобто при наявності т з. прогалини у праві. В такому випадку рішення у справі приймається, виходячи з загальних принципів, основних засад і змісту відповідної галузі права або права в цілому. Вдаватися до аналогії можна лише тоді, коли дане питання прямо не врегульоване нормою права або коли немає норм, які регулюють подібні відносини, внаслідок чого неможливо скористатися аналогією закону, або коли це дозволено чи, принаймні, не заборонено законом.

## Мовознавство
Аналогія в мовознавстві — зближення раніше неоднакових форм (словозміни, словотвору тощо) внаслідок поширення продуктивнішої моделі. Так, за аналогією до іменників жіночого роду основи на *-ā (типу «рука»), які в давньоруській мові мали однакові закінчення «-ы» в називному і знахідному відмінках множини, в називному відмінку множини іменників чоловічого роду основи на *-ŭ («синъ», «медъ») поширилося закінчення знахідного відмінка «-ы» замість «-ове» (в сучас. українській мові «сини», «меди»).

## Літературознавство
Аналогія в літературознавстві — художній прийом, близький до порівняння. Щоб розкрити суть певного складного явища, письменник зображує інше, подібне явище, але простіше і краще знайоме читачеві.

## Біологія
Аналогія в біології — зовнішня подібність організмів різних систематичних груп, а також органів або їхніх частин, що походять з різних вихідних зачатків і мають неоднакову будову. Аналогія зумовлюється пристосуванням організмів до життя в подібних умовах або виконанням органами однакової функції. Такі відмінні за походженням, але подібні за виконуваною функцією органи називають аналогічними. Прикладами аналогічних органів є крила птахів, що розвиваються з особливого зачатка і мають скелет, і крила метелика, що розвиваються зі складки зовнішніх покривів тіла; колючки глоду — видозмінені стебла і колючки барбарису — видозмінені листки.

## Техніка
Аналогія в техніці — схожість машин або механізмів/а також матеріалів, явищ, процесів) з своїми моделями (в яких-небудь властивостях, проявах, особливостях).
М.Є. Жуковський у 1900 р. у своїй доповіді на засіданні Московського математичного товариства говорив, що «встановлення математичної аналогії між двома явищами приносить подвійну користь. Ми можемо на основі знайденої аналогії усі вирішені задачі з однієї галузі фізичних явищ перетворити у відповідні задачі іншої і отримати, таким чином, їхнє рішення. З іншого боку, якщо одне з двох математично аналогічних явищ складне і важко спостережуване, а інше може бути здійснене на простому приладі, який дозволяє виміряти параметри, що характеризують явища, то експериментальне вивчення другого явища може розширити наше знайомство з першим, не дивлячись на те, що явища можуть представляти нерозв'язну математичну задачу».